# César Van Damme
Paul Jules César Van Damme, né le 3 mai 1854 à Baasrode et décédé à Scheveningue le 28 août 1916  est homme politique libéral belge flamand.
Il fut constructeur naval ; il fut échevin de Baasrode et élu député belge.

## Sources
- Liberaal Archief
- Le chantier naval Van Damme